# Sat Sat
Sat Sat è un programma televisivo andato in onda in Italia su Rai 3 nel palinsesto notturno.

## Descrizione
L'innovativa trasmissione era costruita con sequenze spettacolari, sexy-erotiche o scioccanti selezionate dal duo Krisma (Maurizio Arcieri e Cristina Moser) sui satelliti che irradiavano da ogni continente.
La sigla, senza collocazione fissa nella trasmissione, mostrava i Krisma in Croma key su immagini da emittenti internazionali e una base musicale originale.
L'esperimento, allora all'avanguardia, confluì, una volta concluso, nel progetto KrismaTV, dopo un tentativo andato a vuoto con Benetton e Oliviero Toscani di creare una ColorsTV a Fabrica.